# Központi hírszerzés
A Központi hírszerzés (eredeti cím: Central Intelligence) 2016-ban bemutatott amerikai akció-vígjáték, melyet Rawson Marshall Thurber rendezett. A főszereplők Dwayne Johnson és Kevin Hart. A színészek két régi középiskolai iskolatársat alakítanak, akik összeállnak a világ megmentésére.
Az Amerikai Egyesült Államokban 2016. június 17-én mutatták be, Magyarországon egy nappal hamarabb szinkronizálva, június 16-án az UIP Duna forgalmazásában.
A film vegyes kritikákat kapott a kritikusoktól. A Metacritic oldalán a film értékelése 52% a 100-ból, ami 35 véleményen alapul. A Rotten Tomatoeson a Központi hírszerzés 67%-os minősítést kapott, 149 értékelés alapján. Világszerte jelenleg több mint 161 millió dolláros bevételnél tart, vagyis az 50 milliós költségvetéséhez képest jól teljesít.

## Szereplők
| Szerep                     | Színész                   | Magyar hang     |
| -------------------------- | ------------------------- | --------------- |
| Bob Stone / Robbie Fúrgyík | Dwayne "The Rock" Johnson | Galambos Péter  |
| Calvin Joyner              | Kevin Hart                | Hamvas Dániel   |
| Phil, Bob Stone volt társa | Aaron Paul                | Szabó Máté      |
| Trevor (cameoszerep)       | Jason Bateman             | Czvetkó Sándor  |
| Darla (cameoszerep)        | Melissa McCarthy          | Börcsök Enikő   |
| Steve                      | Ryan Hansen               | Markovics Tamás |
| Pamela Harris ügynök       | Amy Ryan                  | Bertalan Ágnes  |
| Nick Cooper ügynök         | Timothy John Smith        | Megyeri János   |